# Bezerédi Gyula
Bezerédi Gyula (Mogyorósbánya, 1858. április 9. − Budapest, 1925. július 30.) magyar szobrászművész.

## Életútja

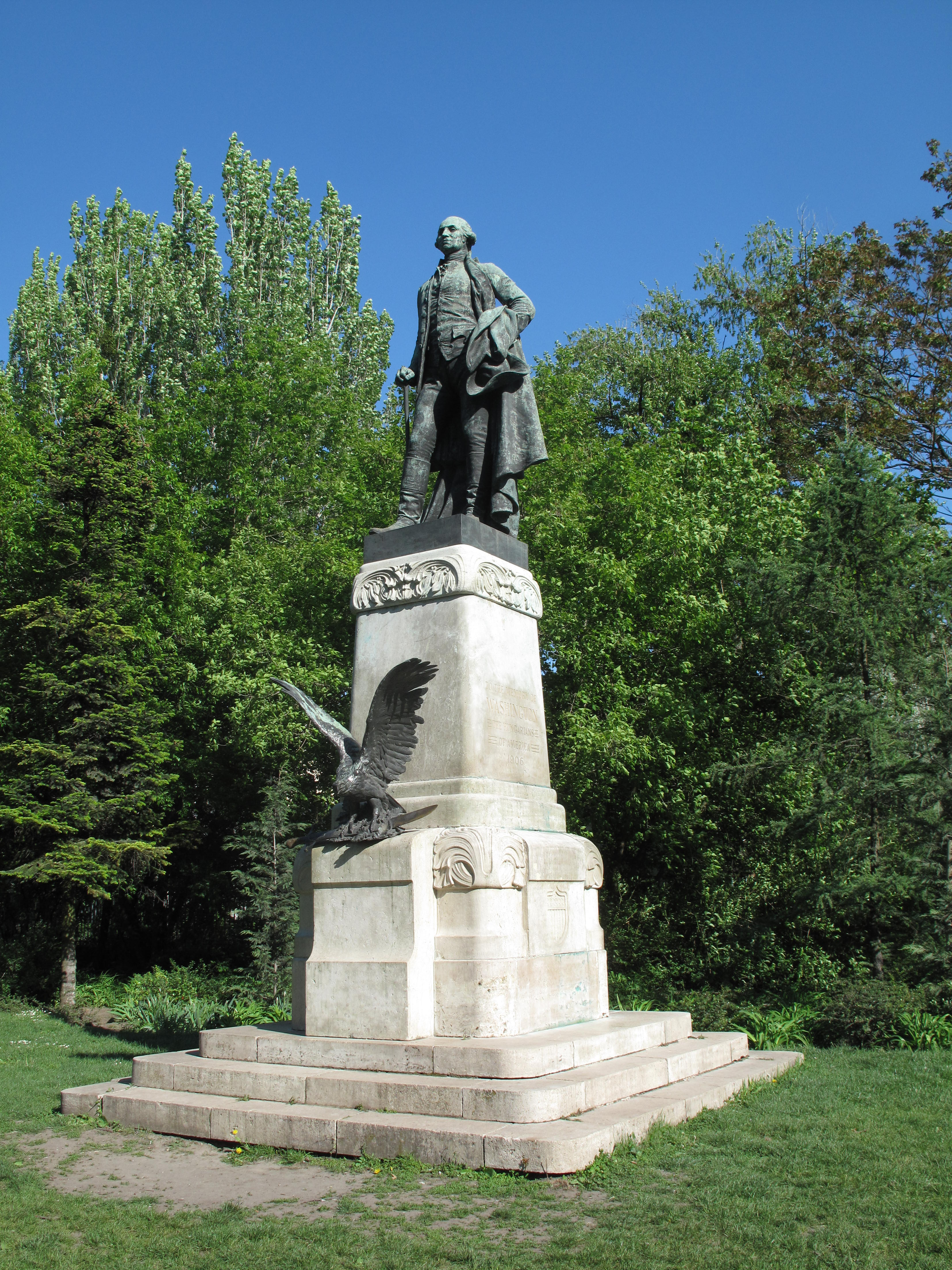
Washington elnök szobra (1906)

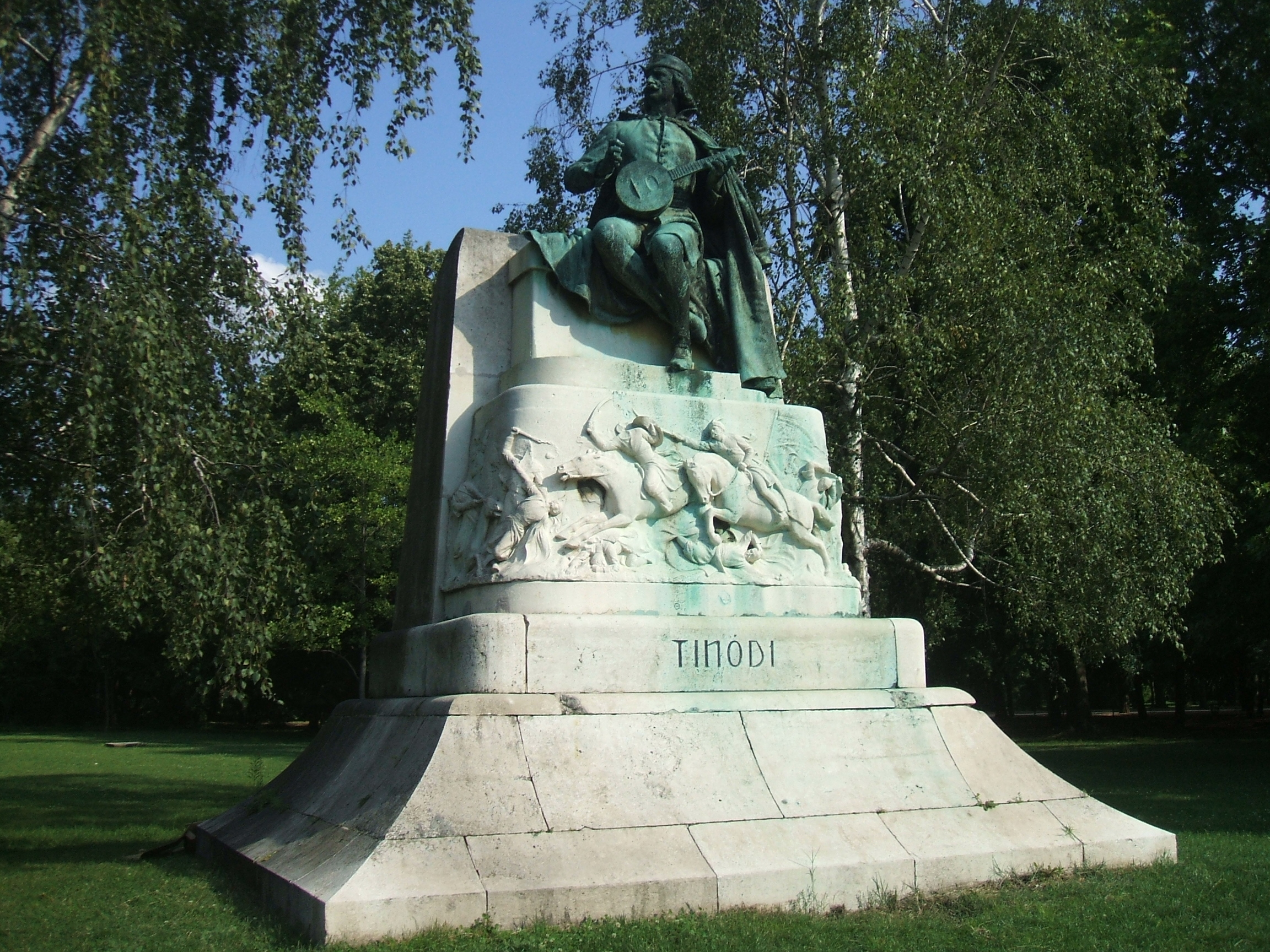
Tinódi Lantos Sebestyén szobra (1907)

Gyula a csehországi Brzorád Rudolf - Rozsö, egy mogyoródi tanya és szénbányák tulajdonosa és Nedeczky Vilma, az 1848-ban kivégzett Török Ignác, a magyar szabadságharc tábornokának unokahúga gyermekeként született.
Szobrászkodást Alexy Károlynál, majd a bécsi akadémián tanult. A Burg szobrászati díszítésében vett részt, hazatérve dekoratív szobrokat mintázott. Csárdás és Menuette című szobrai a Vigadóban voltak láthatók, a második világháború idején Budapest ostromakor, 1945 elején megsemmisültek. Számos épületszobra maradandó alkotás, például ő készítette 1896-97-ben a Pannonhalmi Bencés Főapátság millenniumi emlékműve oszlopcsarnokának és timpanonjának díszítő szobrait. A Magyar Állami Operaház udvari reprezentációs termeinek előcsarnokában a lépcső alján két pajzsos, bronzból öntött apródszobor Bezerédi Gyula alkotása. A díszítő szobrászat mellett monumentális emlékműveket is tervezett. A kolozsvári Mátyás király emlékmű pályamunkáját is igen jónak találta a zsüri, de végül Fadrusz János mellett döntött.
Bezerédi monumentális szobrászati alkotásai Budapesten, a Városligetben és a Népligetben láthatók. A Városligetben látható George Washington szobra, melyet az amerikai magyarok és az itthoni magyarok barátsága hozott létre, hiszen ekkor már Clevelandben állt a Kossuth-szobor (1902-ben leplezték le). A budapesti Washington szobor leleplezésére 1906. szeptember 16-án került sor, hatásos beszédet mondott a mindig 30 millió magyart emlegető Rákosi Jenő, s jelen volt az ünnepségen Kossuth Lajos fia Kossuth Ferenc is, aki ekkor Ferenc József kereskedelmi minisztere volt.
Bezerédi másik monumentális alkotása a török megszállástól szenvedő magyarság hírvivőjének, történetírójának, Tinódi Lantos Sebestyénnek állított emléket, e szobor 1906-1907-ben készült, 1907-ben leplezték le, eredetileg a Blaha Lujza téren, a Népszínház előtt állították fel, de a metró építése miatt 1955-ben áthelyezték a Népligetbe. 1907-ben a szobor mintegy szimbolizálta, újra gazdasági, politikai nehézségek lesznek, s oly vérzivataros idők köszöntenek ránk, mint Tinódi Lantos Sebestyén korában.
Valódi sírhelye a Kerepesi temető 39/1-4-25 sírhelyen már nem azonosítható, jelképes sírja a Fiumei úti sírkert 34-7-28 sírhelyen található.